# Monnina reticulata
Monnina reticulata är en jungfrulinsväxtart som beskrevs av Eriksen. Monnina reticulata ingår i släktet Monnina och familjen jungfrulinsväxter. Inga underarter finns listade i Catalogue of Life.